# Missen-Wilhams
Missen-Wilhams is een gemeente in de Duitse deelstaat Beieren, en maakt deel uit van het Landkreis Oberallgäu.
Missen-Wilhams telt 1.448 inwoners.

## Foto's

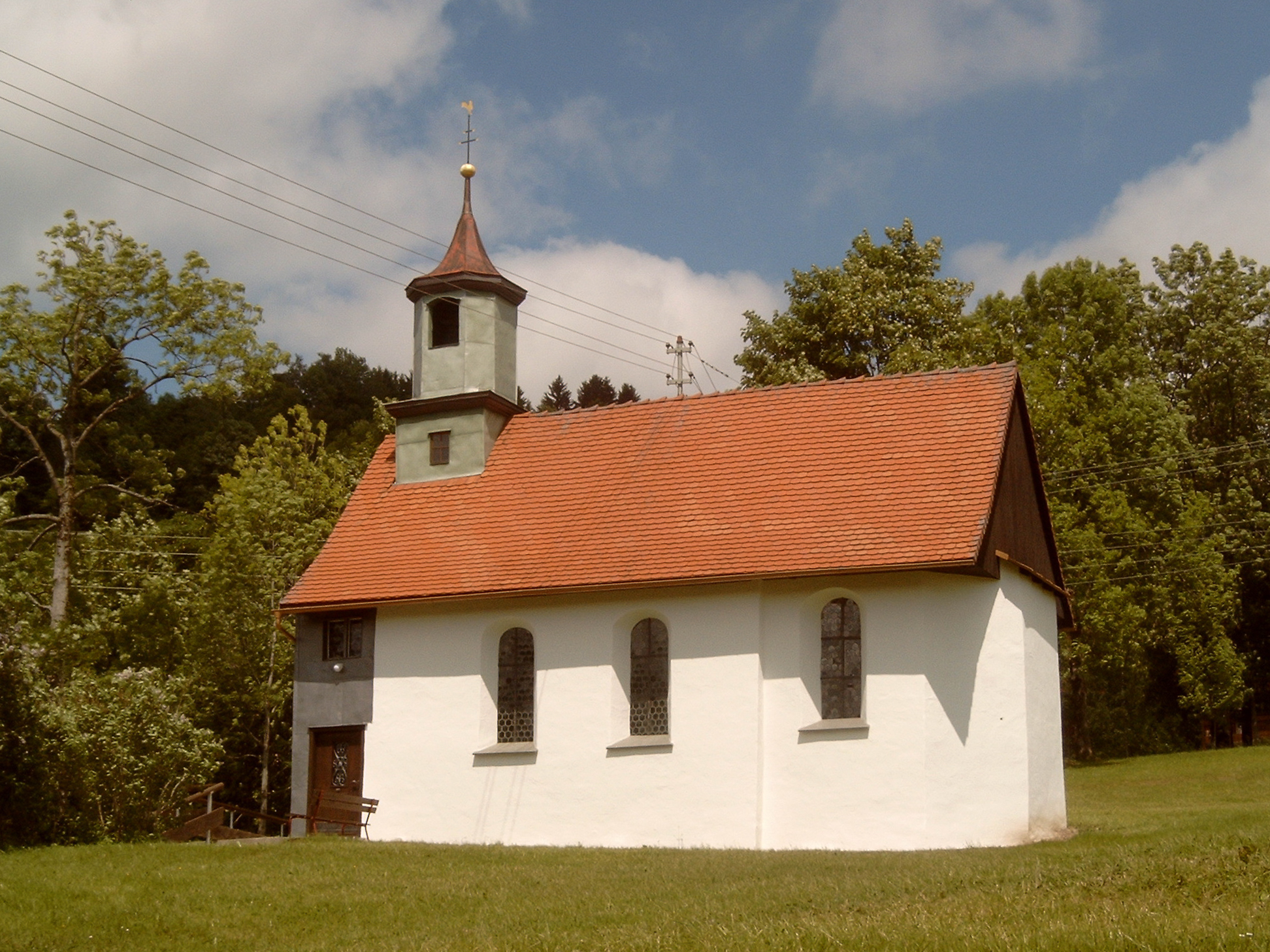
Börlas, kapel
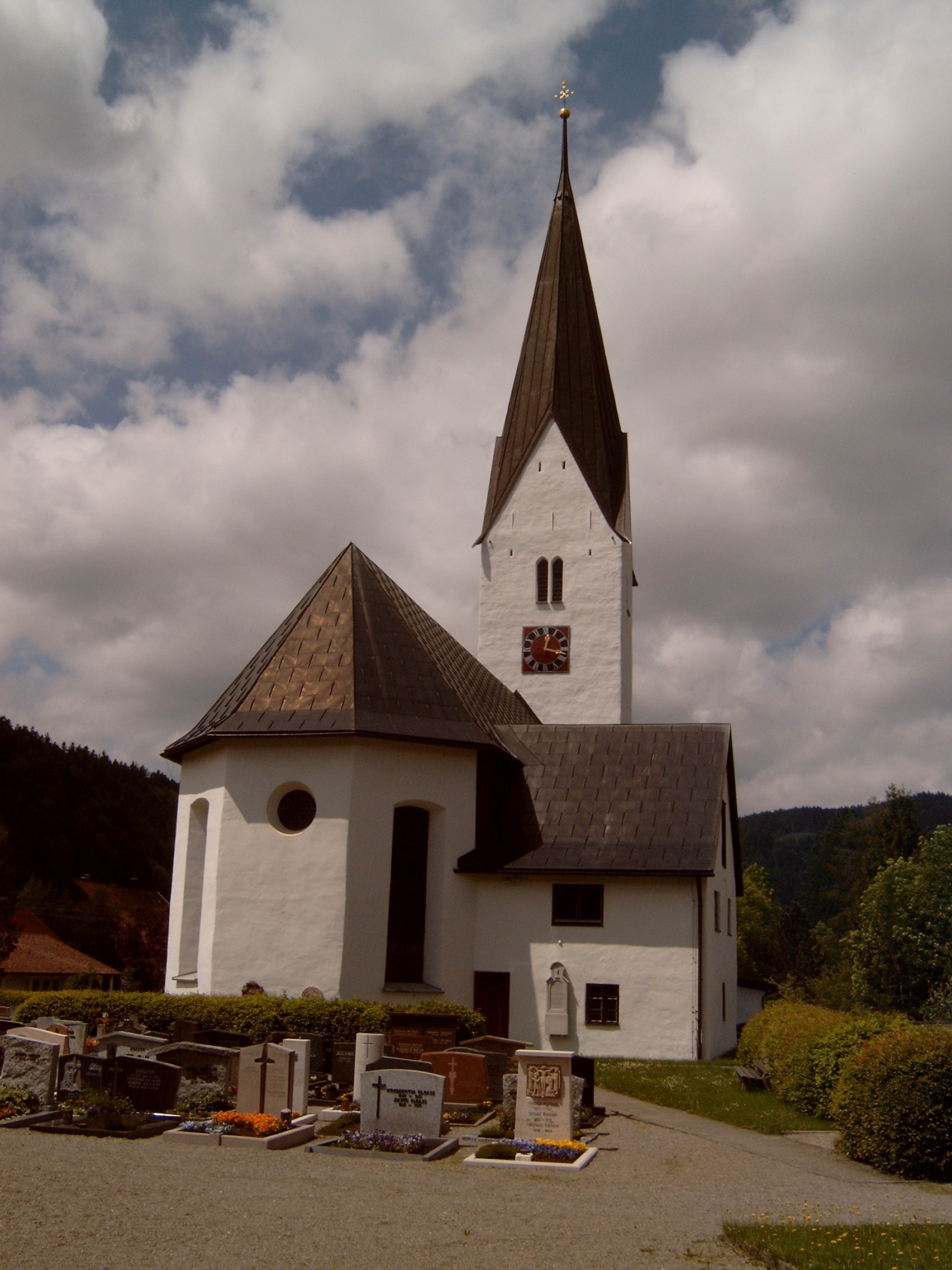
Missen, kerk

Altusried · Bad Hindelang · Balderschwang · Betzigau · Blaichach · Bolsterlang · Buchenberg · Burgberg i.Allgäu · Dietmannsried · Durach · Fischen i. Allgäu · Haldenwang · Immenstadt i. Allgäu · Lauben · Missen-Wilhams · Obermaiselstein · Oberstaufen · Oberstdorf · Ofterschwang · Oy-Mittelberg · Rettenberg · Sonthofen · Sulzberg · Waltenhofen · Weitnau · Wertach · Wiggensbach · Wildpoldsried